# Tribunal d'instance de Sélestat
Le tribunal d'instance de Sélestat est un monument historique situé à Sélestat, dans le département français du Bas-Rhin.

## Localisation
Ce bâtiment est situé au 17, rue de la Première-Armée à Sélestat.

## Historique
L'édifice fait l'objet d'une inscription au titre des monuments historiques depuis 1992.

## Architecture

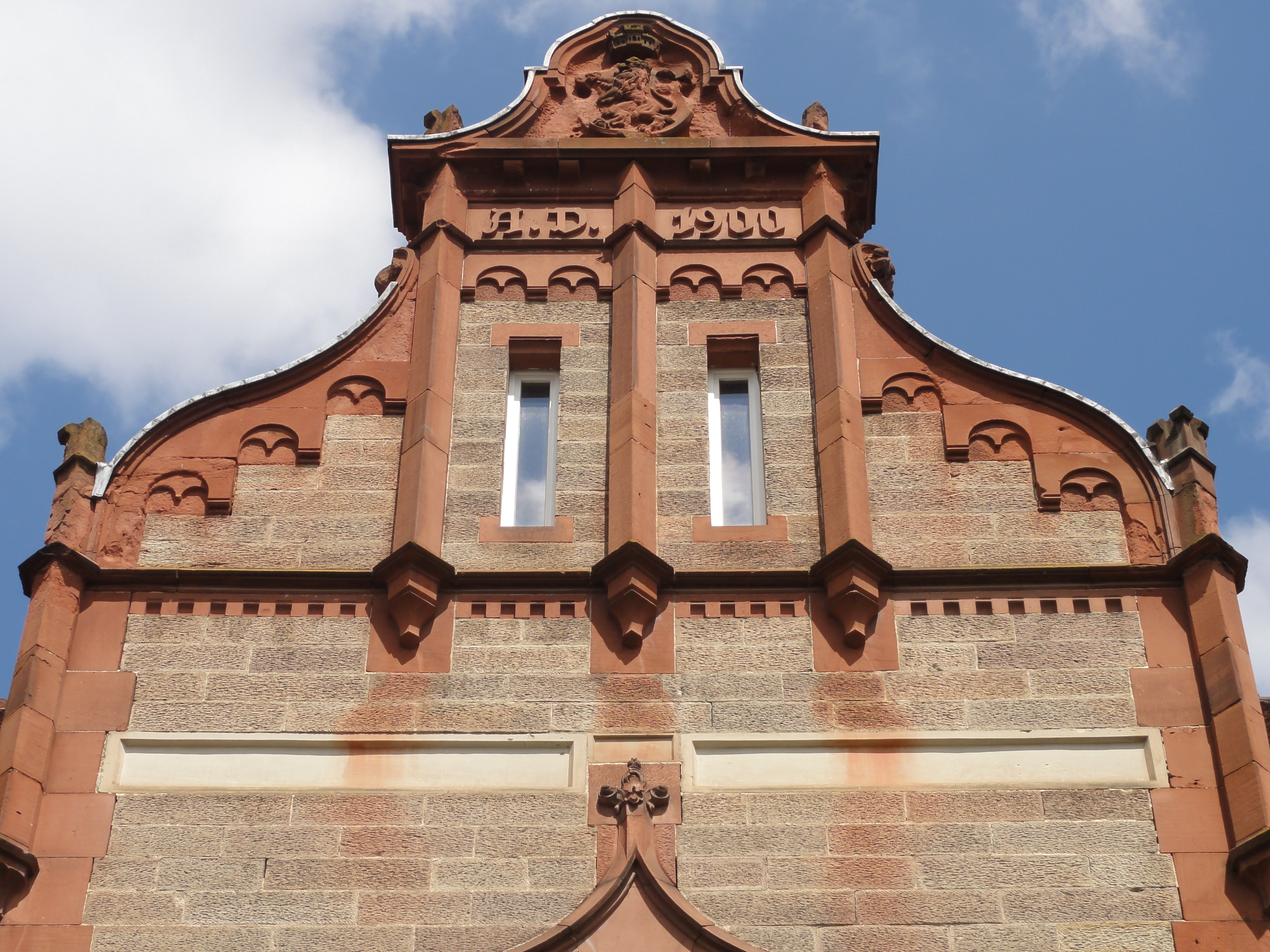
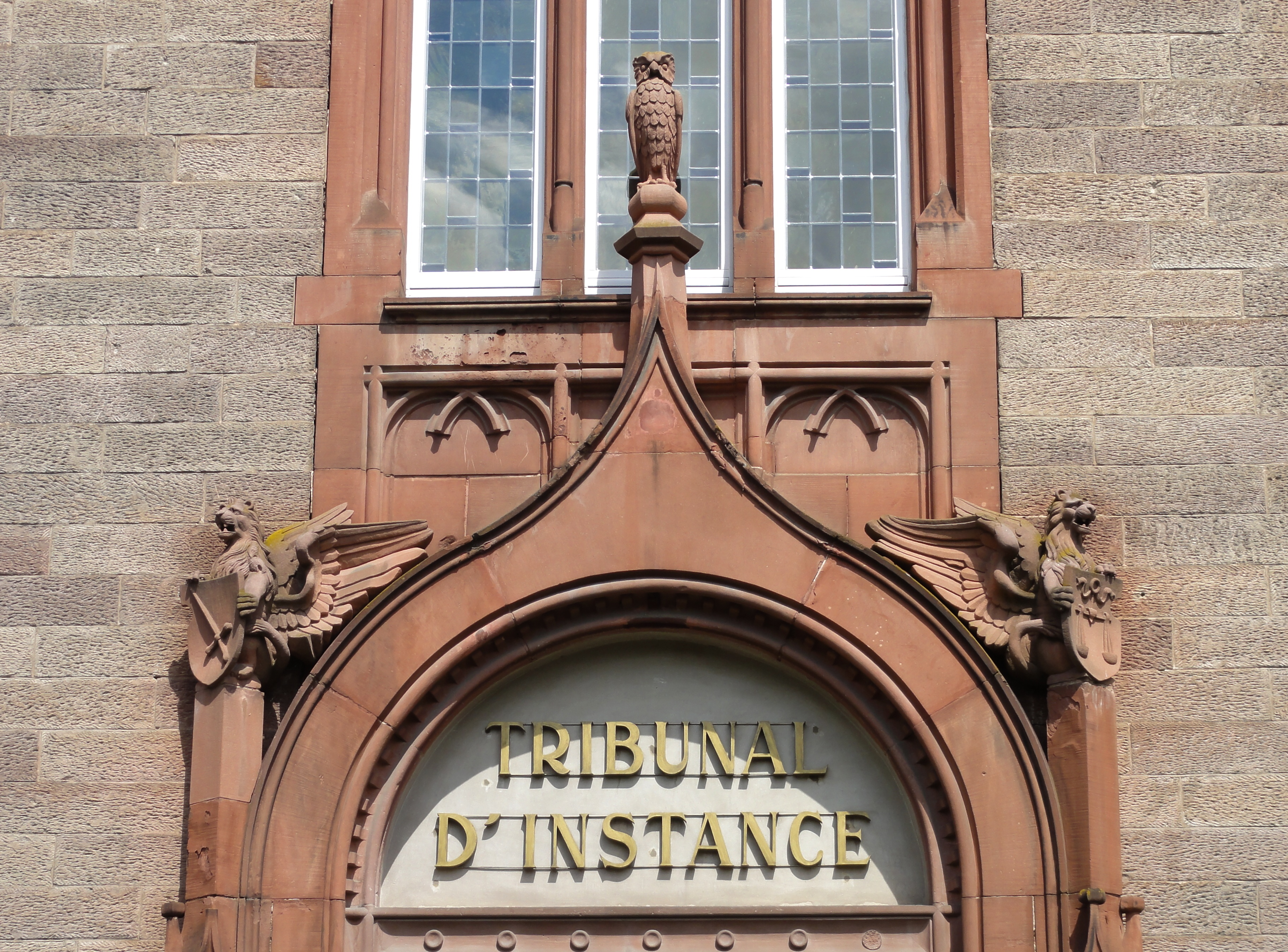
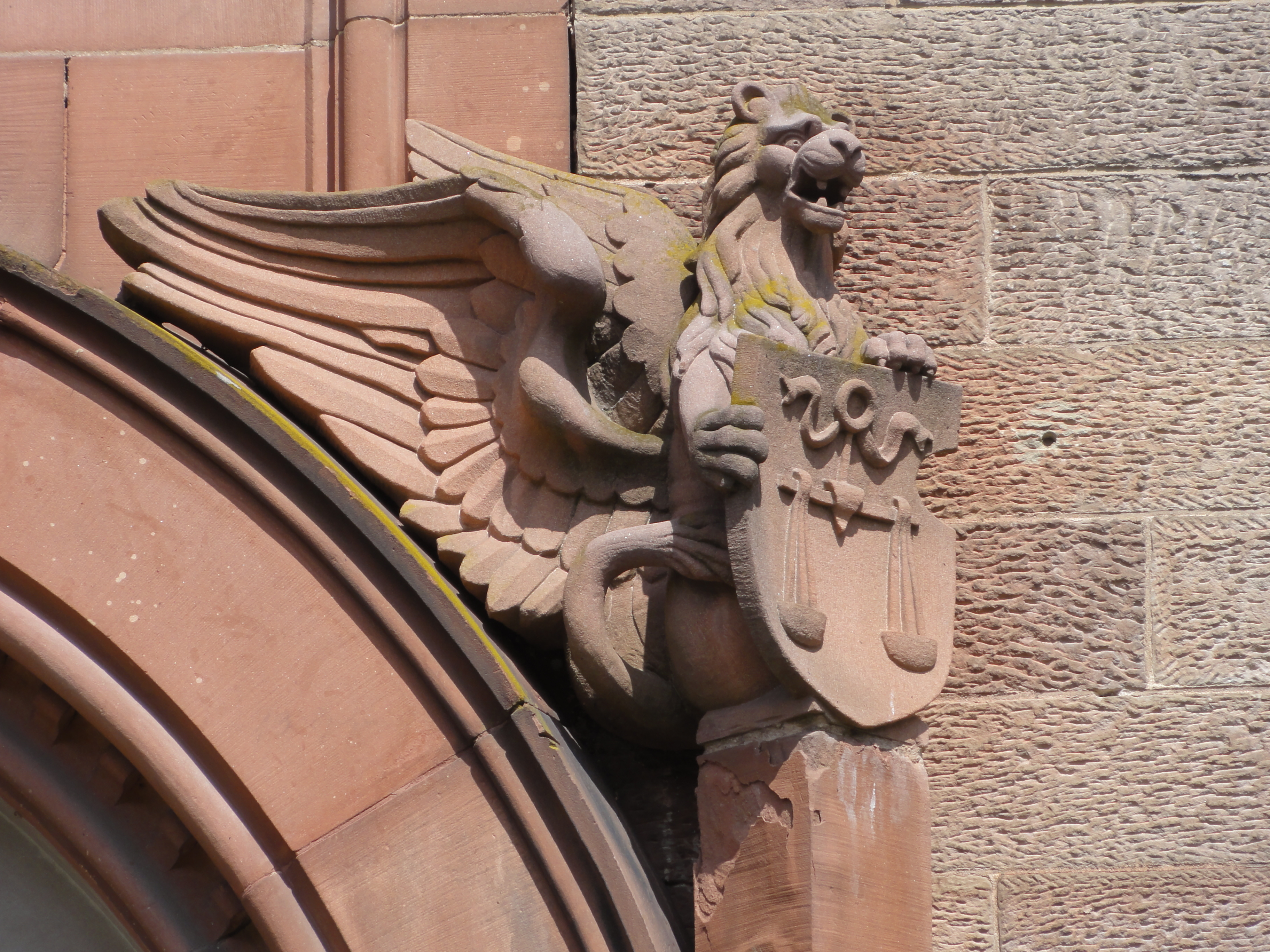